# Dżyrweż
Dżyrweż – wieś w Armenii, w prowincji Kotajk. W 2011 roku liczyła 7198 mieszkańców.